# Parantica erycina
Parantica erycina är en fjärilsart som beskrevs av Hans Fruhstorfer 1899. Parantica erycina ingår i släktet Parantica och familjen praktfjärilar. Inga underarter finns listade i Catalogue of Life.